# Jules Rimet
Jules Rimet (Theuley, 14 ottobre 1873 – Suresnes, 16 ottobre 1956) è stato un dirigente sportivo francese.
Dirigente calcistico, il suo nome rimane nella storia per avere ideato, per la prima volta nel 1930, il campionato mondiale di calcio.
È nominato presidente della FIFA, carica che mantiene dal 1921 al 1954. Durante il suo mandato record di 33 anni, ha l'idea di una manifestazione calcistica al fine di coinvolgere tutte le nazioni della Terra: nasce così il campionato mondiale di calcio che, grazie ai suoi sforzi, diviene successivamente anche disciplina olimpica. In suo onore, l'originaria «Coppa del Mondo» è rinominata nel 1946 «Coppa Jules Rimet» e viene messa in palio fino al 1970, quando è sostituita dalla Coppa del Mondo FIFA. Poco prima dei mondiali inglesi del 1966, il trofeo viene rubato, per poi essere ritrovato dal cane Pickles. Nel 1983, alcuni ladri rubano nuovamente il trofeo a Rio de Janeiro, fondendolo: a causa di questo episodio, la federazione calcistica del Brasile è costretta a realizzarne una replica.
Nel 2004 diviene membro postumo della FIFA Order of Merit, venendo premiato con il FIFA Centennial Order of Merit.

## Biografia
Era il figlio di Jean Baptiste Séraphin Rimet (1839-1921) e di Jeanne Augustine Zoé Ramondot (1850-1920).
Nativo di Theuley-les-Lavoncourt (Alta Saona), trascorre l'infanzia nella casa di suo nonno, Charles François Ramondot, agricoltore. A 11 anni lavora nella drogheria di suo padre, a Parigi, città nella quale scopre il calcio giocato dai ragazzi nelle strade e si convince dei benefici dello sport nell'educazione fisica e morale dei giovani, che porta benessere e amicizia tra le persone. Studente coscienzioso, si laurea e continua a studiare fino a diventare avvocato.
Nel 1898 fonda un giornale cristiano, repubblicano e democratico, La Revue, che si fonde nel gennaio del 1899 con Le Sillon di Marc Sangnier, una rivista per la quale numerosi cristiani divennero ostili alla monarchia. Oltre al calcio, che lo interessa dal punto di vista educativo ma che non ha mai praticato, Rimet si dedica anche alla poesia, alla letteratura e alla musica.
È morto il 16 ottobre 1956 a Suresnes, in Francia, due giorni dopo il suo ottantatreesimo compleanno e la sua salma è inumata nel cimitero parigino di Bagneux.

## Calcio
Il 21 febbraio 1897, a 23 anni, Rimet fonda, assieme al fratello Modest e ad alcuni amici, la società polisportiva Red Star. La società applica i valori umanistici di Rimet, tra i quali l'apertura ai giovani provenienti da famiglie povere, senza discriminare le classi sociali disagiate. La sezione calcistica, sport che stava diventando popolare e basato sul gioco originario delle scuole pubbliche inglesi, s'iscrive al campionato di terza serie dell'USFSA. Successivamente entra nella direzione dell'Union des sociétés françaises de sports athlétiques (USFSA). Inizialmente ha sede a Parigi, vicino alla Torre Eiffel, in seguito il club cambia sede in più occasioni. Rimet entra a far parte della gestione dell'USFSA, che nel 1904 partecipa alla fondazione della FIFA, iniziando la sua attività nella capitale francese. Mentre la FIFA progetta l'organizzazione di una competizione mondiale, sotto l'impulso della FA inglese, Rimet a sua volta progetta l'organizzazione di un torneo di calcio ai Giochi olimpici del 1908, riservato ai calciatori dilettanti.

### Presidente della Federazione calcistica francese
Nel 1907, a causa dell'avvento del professionismo, l'USFSA chiude la porta alla federazione internazionale, proibendo ai club che la compongono tutti i match internazionali. Rimet è consapevole che il professionismo è di vitale importanza nell'introduzione del calcio a tutta la popolazione, quindi nel 1910, assieme ad altre tre società parigine, fonda la Ligue de Football Association, affiliata al CFI, sostituendo l'USFSA come rappresentante francese presso la FIFA. Quando la Red Star si trasferisce a Saint-Ouen, Rimet lascia la direzione della squadra. Nel 1914 viene scelto come rappresentante del CFI presso la FIFA.

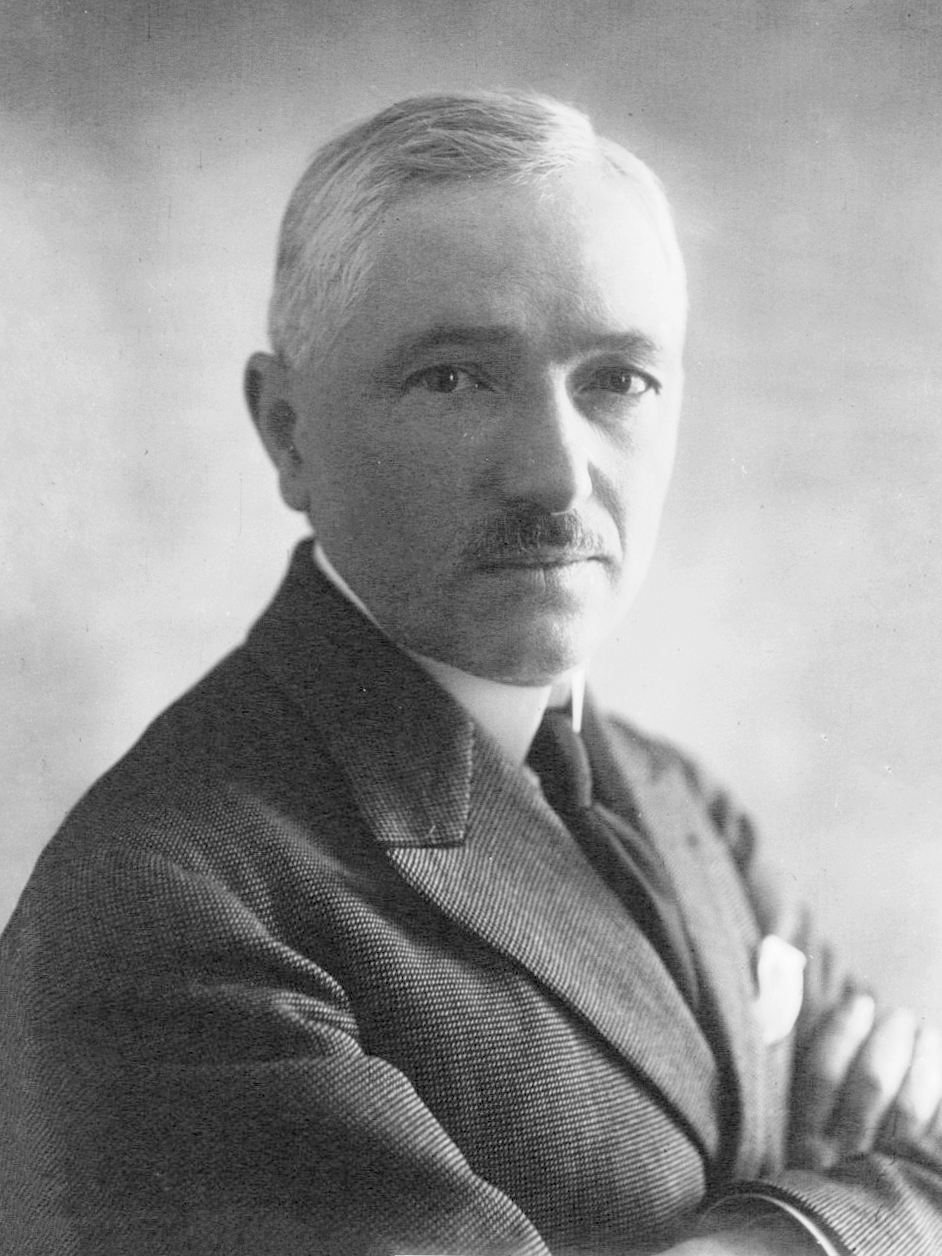
Jules Rimet nel 1920.

Serve l'esercito francese nella prima guerra mondiale, durante la quale è nominato capitano di cavalleria ed ottiene una croce di guerra. Al termine del conflitto, riprende la sua attività da dirigente sportivo. L'11 aprile 1919 viene eletto presidente della Fédération Française de Football Association (FFFA). Nel 1921, 1922, 1923 e 1928 vede la sua Red Star vincere la Coppa di Francia, la principale competizione calcistica francese dell'epoca. Difende l'avvento del professionismo nel calcio, poiché vede nel professionismo l'unico mezzo al fine di far entrare nel mondo del calcio anche i giocatori delle classi meno agiate, come operai e impiegati.
Nel 1942 si ritira dalla presidenza della federazione calcistica francese per protestare contro le misure imposte dal Commissariato generale per l'Educazione e gli Sport (restrizioni del professionismo e modifica della durata delle riunioni): torna sui suoi passi due anni dopo. Nel 1949 lascia definitivamente la federazione, dopo trent'anni di carica, in seguito al "caso Saar" (affaire sarroise): Rimet vorrebbe integrare il Saarbrück, società tedesca, nel campionato francese, ma le altre società preferiscono avere il Bordeaux, neopromosso in prima divisione, piuttosto che il Saarbrück. Alla fine i suoi oppositori hanno avuto partita vinta: il Bordeaux entra nella prima divisione francese mentre il Saarbrück è accolto nella Bundesliga tedesca.

### Presidente della FIFA
All'interno della FIFA, da presidente della FFF, dopo la prima guerra mondiale si oppone alla richiesta dei britannici di escludere i paesi sconfitti. Il 1º marzo del 1921 viene eletto presidente della FIFA. La federazione, scossa dal conflitto mondiale, ha solo dodici membri: non ne fanno parte né i britannici che, a capo di John Charles Clegg, forte oppositore del professionismo, escono dalla FIFA, né il Brasile e nemmeno l'Uruguay. Rimet vede ancora nella FIFA il mezzo per portare la "grande famiglia del calcio" in tutto il mondo, ispirandosi ai valori cristiani a cui è legato: per questa ragione, durante tutto il suo mandato, è riluttante allo sviluppo di federazioni continentali, soprattutto in Europa (UEFA), vedendone una minaccia per l'unità della "famiglia". Sviluppa le attività della FIFA e lavora soprattutto all'organizzazione di un torneo mondiale aperto ai professionisti, nonostante la riluttanza dei sostenitori del "dilettantismo aristocratico" come Pierre de Coubertin, fondatore del Comitato Olimpico Internazionale.
Ispirato dal successo dei tornei olimpici mondiali del 1924 e del 1928, Rimet e Henry Delaunay, segretario della federazione calcistica francese, propongono l'organizzazione di un campionato del mondo sotto l'egida della FIFA al congresso di Amsterdam del 1928. Il progetto è adottato l'anno seguente e l'organizzazione del primo campionato mondiale di calcio nel 1930 è assegnata all'Uruguay, doppio campione olimpico di calcio, che celebra il centenario della propria indipendenza e s'impegna a pagare i costi di trasporto delle altre Nazionali partecipanti. Molte delle selezioni europee, lamentando la distanza, non partono per il Sudamerica: le uniche Nazionali del vecchio continente sono Francia, Belgio, Romania e Jugoslavia. Il presidente accompagna tre delle quattro Nazionali durante il viaggio tra Europa e Sudamerica, sulla nave SS Conte Verde, tenendo nella sua valigia il trofeo della competizione. Il torneo, nonostante gli incidenti nei paesi delle due finaliste (Uruguay e Argentina) è un successo sportivo e commerciale. La competizione non è messa più in discussione.
La seconda edizione, nel 1934, è preceduta da un turno di qualificazione, e riporta un grande successo mediatico, essendo coperta per la prima volta dalla radio. Non è però, priva di polemiche. La scelta di affidare l'organizzazione all'Italia fascista di Benito Mussolini, che gestisce la competizione per promuovere il suo regime, è criticata, ma Rimet rifiuta di considerare il binomio tra sport e politica. Dodici dei sedici partecipanti alla fase finale del campionato mondiale sono europei, molti dei quali avevano boicottato il mondiale del 1930: l'Uruguay, detentore del titolo, si ritira. L'edizione è vinta dall'Italia. Nella terza edizione del torneo in Francia, non sono presenti né l'Uruguay né l'Argentina. Questa edizione è segnata da nuovi movimenti politici: l'Austria è annessa alla Germania nazista e deve rinunciare alla competizione. I tedeschi esordiscono nella loro partita contro la Svizzera facendo il saluto nazista e questo desta molte critiche. Malgrado tutto, Rimet continua senza remore lo sviluppo del suo progetto e della federazione, che sopravvive alla seconda guerra mondiale.
Nel 1946, al congresso della FIFA in Lussemburgo, il nome del campionato mondiale di calcio diviene ufficialmente Coppa del Mondo, decidendo di rinominare il trofeo in Coppa Jules Rimet e decidendo di assegnare definitivamente il trofeo alla prima Nazionale che l'avesse vinto per tre volte. Il Brasile ci riuscì nel 1970.
Nel dopoguerra, e con l'uscita di Clegg e di Pickford dalla presidenza della FA, le federazioni britanniche decidono di rientrare nella FIFA: l'evento è celebrato il 10 maggio 1947 con un incontro tra i calciatori britannici e il Resto d'Europa, una selezione formata dai migliori calciatori europei dell'epoca, partita conclusasi sul 6-1 per i britannici. Le federazioni britanniche prendono parte alla competizione mondiale del 1950, ospitata dal Brasile: alla fine della manifestazione Rimet consegna il trofeo all'Uruguay, che vince il torneo per la seconda volta. La sua scelta di ammettere l'Italia e la Germania alle competizioni internazionali, nonostante i fatti della seconda guerra mondiale, gli portò le critiche di tutti gli altri paesi.
Nel 1954, alla vigilia della quinta edizione del campionato mondiale, si ritira dalla presidenza della FIFA, che da dodici era passata ad ottantacinque membri, e ne diviene presidente onorario. La sua partenza apre le porte alla nascita delle confederazioni continentali: in pochi anni nascono la UEFA (1954), l'AFC (1954), la CAF (1957) e la CONCACAF (1961) (la CONMEBOL esisteva già dal 1916). È il presidente in carica per più anni nella FIFA. I suoi sforzi gli valgono la candidatura al premio Nobel per la pace nel 1956 ma la giuria la rifiuta, e il premio in quell'anno non viene assegnato. Molto probabilmente hanno influito gli eventi politici dei mondiali del 1934 e del 1938.

### Il CNS
Presiede il comitato nazionale degli sport (ex CFI ora CNS) tra il 1931 e il 1947, in un'epoca dove il comitato olimpico francese dipende ancora un po' da questo organismo. Il 20 dicembre 1940, con la cosiddetta Carta degli sport, il governo di Vichy - sotto la Révolution nationale - dà un ruolo più importante al CNS che diviene un organismo quasi di Stato che dirige e controlla lo sport francese. In materia di politica sportiva, di forma fisica e di controllo dei giovani, il CNS diviene un pilastro del nuovo ordine morale. Tocca a Rimet gestire questo delicato passaggio. Lascia il CNS nel 1947.

### Omaggi
Nel 1946, il trofeo della Coppa del mondo, una statuetta in oro scolpita da Abel Lafleur, conosciuta come "la Vittoria dalle ali d'oro", è ribattezzato trofeo Jules Rimet in suo onore. Questo è il nome dato alle prime edizioni della Coppa del mondo. Dal 1930 al 1970 le Nazionali vincitrici della Coppa del mondo rimasero proprietarie del trofeo per i successivi quattro anni. Nel 1970, alla sua terza vittoria, il Brasile ricevette il trofeo permanentemente, in modo che nel 1974, una nuova Coppa, di disegnazione differente, potesse essere messa in palio.
Nel 1998, viene intitolata a Parigi la piazza Jules Rimet, in prossimità del Parco dei Principi, in occasione del campionato mondiale di calcio 1998 organizzato in Francia. Durante il campionato mondiale di calcio 2006, quasi cinquanta anni dalla morte di Rimet, lo slogan sul pullman ufficiale della Nazionale di calcio della Francia recita: Liberté, Égalité, Jules Rimet.
Una statua di Rimet è stata eretta a Theuley, in mezzo a un'area di rigore.